# Carter (Texas)
Carter es un lugar designado por el censo ubicado en el condado de Parker en el estado estadounidense de Texas. En el Censo de 2020 tenía una población de 1637 habitantes y una densidad poblacional de 98,14 habitantes por km². Fue incluido como CDP en el censo de 2020.

## Geografía
Carter se encuentra ubicado en las coordenadas 32°54′32″N 97°44′39″O / 32.90889, -97.74417. Según la Oficina del Censo de los Estados Unidos,  tiene una superficie total de 16,68 km², de la cual 16,64 km² corresponden a tierra firme y 0,04 km² a agua.